# William Morris Hunt
William Morris Hunt, född 31 mars 1824, död 8 september 1879, var en amerikansk målare.
William Morris Hunt utbildades först i Düsseldorf, sedan i Paris, där han tog intryck av Jean-François Millet. Hunt, vars område var djur- och landskapsmåleri, har kallats USA:s förste moderne målare.